# Natalija Nedaschkiwska
Natalija Walerijiwna Nedaschkiwska (ukrainisch Наталія Валеріївна Недашківська, russisch Ната́лья Вале́рьевна Недашко́вская; * 15. Juli 1987 in Tscherepyn, Rajon Tetijiw, Oblast Kiew, damalige Sowjetunion) ist eine ukrainische Biathletin.
Natalia Nedaschkiwska lebt in Tetijiw. Sie nahm erstmals im Rahmen der Biathlon-Juniorenweltmeisterschaften 2003 an einer internationalen Meisterschaft im Biathlonsport teil. Bei den Wettbewerben in Kościelisko belegte sie die Plätze 50 im Einzel und 65 im Sprint. Es dauerte bis zu den Sommerbiathlon-Europameisterschaften 2009 in Nové Město na Moravě, dass Nedaschkiwska zu einem weiteren Einsatz bei einer internationalen Meisterschaft kam und zugleich ihre ersten bedeutenden Rennen bei den Frauen im Leistungsbereich lief. Im Sprintrennen belegte sie den 23. Platz, im Massenstart wurde sie 24. Mit Julija Kapusta, Wassyl Palyha und Witalij Derdijtschuk kam im Rennen mit der Mixed-Staffel ein sechster Rang hinzu. Sie war Ukrainische Landesmeisterin. Inzwischen arbeitet sie als Biathlontrainerin.